# Periscyphops gibbosus
Periscyphops gibbosus är en kräftdjursart som beskrevs av Gustav Budde-Lund 1899. Periscyphops gibbosus ingår i släktet Periscyphops och familjen Eubelidae. Inga underarter finns listade i Catalogue of Life.